# Kalbe (Milde)
Kalbe (Milde) è una città di 7 407 abitanti della Sassonia-Anhalt, in Germania.

Appartiene al circondario di Altmark Salzwedel (targa SAW).
Nel mese di maggio del 2008 i consigli comunali di Kalbe (Milde), Altmersleben, Güssefeld, Kahrstedt, Neuendorf am Damm, Karritz, Wernstedt e Winkelstedt hanno deciso lo scioglimento dei loro comuni e l'unione in un nuovo comune costituitosi formalmente il 1º gennaio 2009 e chiamato Kalbe (Milde).
Nel 2009 si sono uniti i comuni di Brunau, Engersen, Jeetze, Kakerbeck, Packebusch e Vienau. Il 1º gennaio 2011 vennero altresì incorporati i comuni di Badel, Jeggeleben e Zethlingen.

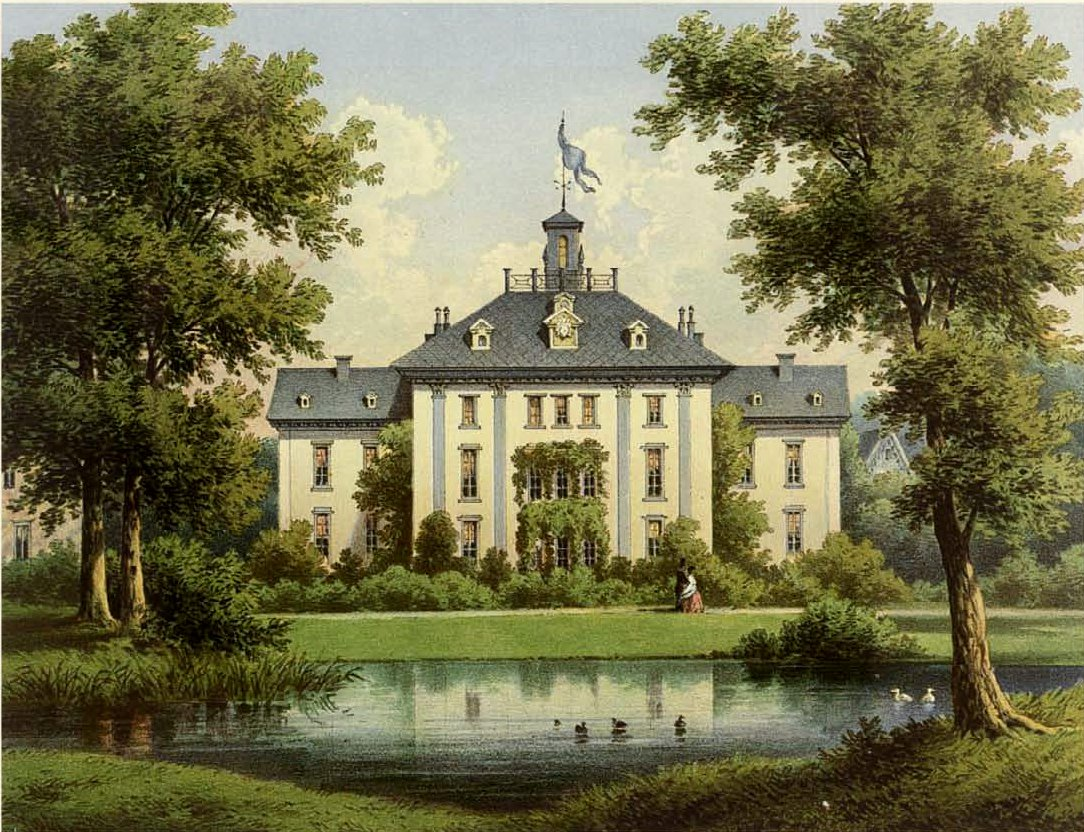
Palace Kalb, Alexander Duncker

## Geografia antropica

### Suddivisioni amministrative
Il territorio della città si divide in 16 consigli di zona (Ortschaft), che a loro volta comprendono più centri abitati (Ortsteil):
| Ortschaft         | Ortsteil                                                                                       |
| ----------------- | ---------------------------------------------------------------------------------------------- |
| Kalbe (Milde)     | Kalbe (Milde), Bühne, Vahrholz                                                                 |
| Altmersleben      | Altmersleben, Butterhorst                                                                      |
| Badel             | Badel, Thüritz                                                                                 |
| Brunau            | Brunau, Plathe                                                                                 |
| Engersen          | Engersen, Klein Engersen                                                                       |
| Güssefeld         | Güssefeld mit Dammkrug                                                                         |
| Jeetze            | Jeetze, Siepe                                                                                  |
| Jeggeleben        | Jeggeleben mit Feine Sache und Molkerei, Mösenthin, Sallenthin mit Ziegelei Abbau Ader, Zierau |
| Kahrstedt         | Kahrstedt, Vietzen                                                                             |
| Kakerbeck         | Kakerbeck mit Neue Mühle, Brüchau mit Ziegelei Brüchau, Jemmeritz mit Alt Jemmeritz            |
| Neuendorf am Damm | Neuendorf am Damm, Karritz                                                                     |
| Packebusch        | Packebusch, Hagenau                                                                            |
| Vienau            | Vienau, Beese, Dolchau, Mehrin                                                                 |
| Wernstedt         | Wernstedt mit Neu Wernstedt                                                                    |
| Winkelstedt       | Winkelstedt, Faulenhorst, Wustrewe                                                             |
| Zethlingen        | Zethlingen, Cheinitz                                                                           |